# Ruminococcus lactaris
Ruminococcus lactaris è una specie di batterio appartenente alla famiglia delle Lachnospiraceae.